# Anthophora pacifica
Anthophora pacifica är en biart som beskrevs av Cresson 1878. Anthophora pacifica ingår i släktet pälsbin, och familjen långtungebin. Inga underarter finns listade i Catalogue of Life.